# Robert Harvey
Robert Harvey (ur. 21 sierpnia 1953) – polityk Brytyjskiej Partii Konserwatywnej, publicysta Daily Telegraph i The Economist, pisarz, autor książek historycznych i biografii, m.in.:
- 1978 Portugal: Birth of Democracy
- 1988 Fire Down Below
- 1994 The Undefeated: The Rise, Fall and Rise og Greater Japan
- 1999 Clive: The life and Death of British Emperor
- 2000 Cochrane: The Life and Exploits of a Fighting Capitain
- 2000 Liberators: Latin America's struggle for independence - Libertadores: Bohaterowie Ameryki Łacińskiej 2004

Podczas zwycięstwa konserwatystów w wyborach z 1983 roku, został parlamentarzystą w Izbie Gmin, reprezentując region Clwyd South-West. Urząd swój sprawował do wyborów z 1987 roku, kiedy to przegrał z kandydatką Partii Pracy Martyn Jones.